# 河添誠
河添 誠（かわぞえ まこと、1964年 - ）は、日本の労働運動家。首都圏青年ユニオン（正式名称：東京公務公共一般労働組合青年一般支部）元書記長。都留文科大学非常勤講師。反貧困たすけあいネットワーク代表運営委員。

## 略歴
東京生まれ。東京農工大学大学院連合農学研究科博士課程中退。2000年12月首都圏青年ユニオンの結成に参加、2005年11月から2012年まで専従者。この間に副委員長、書記長（2006年11月～2012年12月）を務めた。
その後、非専従で首都圏青年ユニオン青年非正規労働センター事務局長として活動。2007年11月湯浅誠、大西連らと反貧困たすけあいネットワークを結成し、事務局長、のち代表運営委員。
2003年3月よりレイバーネット日本事務局長、2009年3月より共同代表。2011年より反貧困ネットワーク副代表。最低賃金大幅引き上げキャンペーン委員会事務局、ブラック企業大賞実行委員会、希望のまち東京をつくる会政策担当、特定非営利法人非営利・協同総合研究所 いのちとくらし研究員・事務局長。

## 著書

### 共編著
- 『「生きづらさ」の臨界――"溜め"のある社会へ』 湯浅誠共編、本田由紀、中西新太郎、後藤道夫著、旬報社、2008年
- 『労働、社会保障政策の転換を――反貧困への提言』 遠藤公嗣、木下武男、後藤道夫、小谷野毅、今野晴貴、田端博邦、布川日佐史、本田由紀共著、岩波書店（岩波ブックレット）、2009年

### 分担執筆
- 『アメリカ福祉改革の悲劇に学べ!――えっ!?日本でも生活保護が5年で打ち切りに?』 生活保護問題対策全国会議編著、全国クレジット・サラ金問題対策協議会（反-貧困つながるブックレット）、2009年
- 『グローバル化に対抗する運動ともうひとつの世界の可能性――いかに繋がり、いかに変えるか』 上智大学グローバル・コンサーン研究所、国際基督教大学社会科学研究所編、現代企画室、2010年
- 『活動家一丁あがり!――社会にモノ言うはじめの一歩』 湯浅誠、一丁あがり実行委員会著、NHK出版（NHK出版新書）、2011年
- 『希望』 高田昌幸編、旬報社、2011年
- 『講座教育実践と教育学の再生 4』 教育科学研究会編、かもがわ出版、2013年
- 『労働運動の新たな地平――労働者・労働組合の組織化』 中村浩爾、寺間誠治編著、かもがわ出版、2015年